# Manhattanhenge

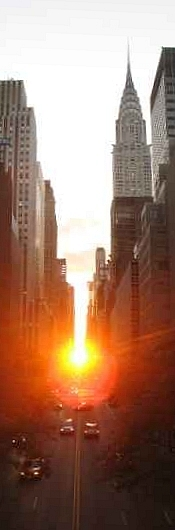
Manhattanhenge, vedere spre vest pe strada 42 la ora 20:23 (apusul soarelui) la 13 iulie 2006

Manhattanhenge, cunoscut și ca solstițiul Manhattan este un fenomen care constă în alinierea soarelui la apus cu rețeaua de străzi din Manhattan, New York City. Aceasta se întâmplă de două ori pe an, în zile egal depărtate de solstițiul de vară. Primul Manhattanhenge are loc aproximativ la 28 mai, iar al doilea aproximativ la 12 iulie.

## Descriere
Termenul „Manhattanhenge” a fost popularizat de Neil deGrasse Tyson, astrofizicist la Muzeul American de Istorie Naturală originar din New York, și reprezintă o referință la Stonehenge, un monument preistoric în Wiltshire, Anglia, care a fost construit astfel încât, văzut din mijlocul ansamblului de pietre, soarele să se alinieze la solstițiul de vară cu „Heel Stone”, o piatră amplasată la intrarea în ansamblu.
Conform Planului Manhattanului adoptat în 1811, rețeaua de străzi a cartierului este aproape în totalitate orientată la 29° de linia latitudinii. Astfel, atunci când azimutul apusului este 299° (270° + 29°), soarele se aliniază cu străzile din această rețea. Manhattanhenge este alinierea discului solar exact deasupra orizontului, între clădirile de pe marginea străzilor. Cea mai populară stradă pe care Manhattanhenge-ul este urmărit este strada 42.
Ziua exactă a Manhattanhenge depinde de ziua solstițiului de vară, care variază în jurul datei de 21 iunie.
Un fenomen asemănător este alinierea soarelui la răsărit, de data aceasta la celălalt capăt al străzilor, eveniment care are loc la aprox. 5 decembrie și aprox. 8 ianuarie.

## Manifestări ale fenomenului

Vedere din satelit a Manhattanului, centrată la intersecția Park Avenue cu strada 34; sunt ilustrate direcția și timpul apusurilor (săgețile continue) și a răsăriturilor (săgețile întrerupte) în timpul fenomenului Manhattanhenge (negru), a solstițiului de vară (roșu), a echinocțiilor (violet) și a solstițiului de vară (albastru) în 2011 (orele marcate cu asterisc - * - sunt adaptate după ora de vară)

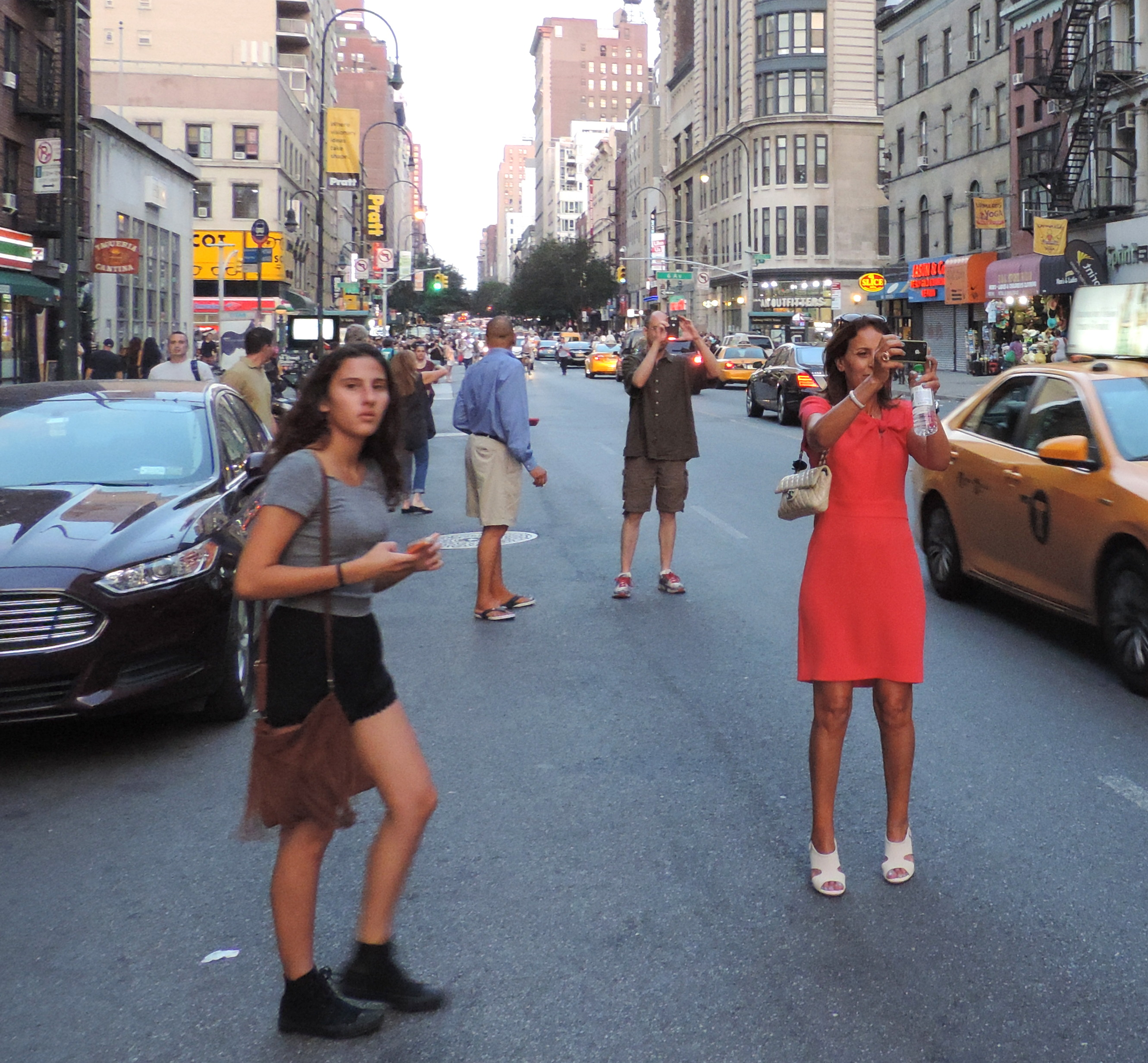
Trecătorii urmăresc fenomenul (iulie 2014)

În tabelul ce urmează, este indicată dat și ora fenomenelor Manhattanhenge din ultimii ani, cu discul solar vizibil complet deasupra orizontului, cât și ascuns parțial sub acesta.
| Data          | Timpul | Disc solar |
| ------------- | ------ | ---------- |
| 31 mai 2011   | 20:17  | complet    |
| 12 iulie 2011 | 20:25  | complet    |
| 13 iulie 2011 | 20:25  | parțial    |
| 29 mai 2012   | 20:17  | parțial    |
| 30 mai 2012   | 20:16  | complet    |
| 11 iulie 2012 | 20:24  | complet    |
| 12 iulie 2012 | 20:25  | parțial    |
| 28 mai 2013   | 20:16  | parțial    |
| 29 mai 2013   | 20:15  | complet    |
| 12 iulie 2013 | 20:23  | complet    |
| 13 iulie 2013 | 20:24  | parțial    |
| 29 mai 2014   | 20:16  | parțial    |
| 30 mai 2014   | 20:18  | complet    |
| 11 iulie 2014 | 20:24  | complet    |
| 12 iulie 2014 | 20:25  | parțial    |
| 29 mai 2015   | 20:12  | parțial    |
| 30 mai 2015   | 20:12  | complet    |
| 12 iulie 2015 | 20:20  | complet    |
| 13 iulie 2015 | 20:21  | parțial    |

## În alte locuri
Fenomene similare pot fi urmărite și în alte orașe cu o aliniere a străzilor în formă de rețea și cu o vedere a orizontului neobstrucționată de topografie sau floră. O aliniere a soarelui la răsărit/apus cu străzile orașului în ziua echinocțiului se poate întâmpla doar în orașele în care rețeaua de străzi este orientată strict de la nord la sud și de la est la vest (nu după nordul magnetic). Un oraș cu un astfel de fenomen este Baltimore; discul solar se aliniază cu rețeaua de străzi la apus la 25 martie și 18 septembrie, iar la răsărit la 12 martie și 29 septembrie. Alte fenomene similare cu Manhattanhenge sunt Chicagohenge, Torontohenge, Montrealhenge.
"MIThenge" este un fenomen bianual în care soarele este văzut la capătul „Coridorului infinit” din campusul Massachusetts Institute of Technology (MIT), un coridor lung care unește cinci clădiri. Fenomenul a fost promovat în 1975 printr-un poster pe care era desenat și Stonehenge.